# هدر آنجل
هدر آنجل (انگلیسی: Heather Angel; ۹ فوریهٔ ۱۹۰۹ – ۱۳ دسامبر ۱۹۸۶) یک هنرپیشه اهل بریتانیا بود. وی بین سال‌های ۱۹۳۱ تا ۱۹۷۹ میلادی فعالیت می‌کرد.
از فیلم‌ها یا برنامه‌های تلویزیونی که وی در آن نقش داشته است می‌توان به سوءظن، پس از ساعت اداری، اورینت اکسپرس، شهر ترانه و قایق نجات اشاره کرد.

## مرگ
در سال ۱۹۸۶، آنجل بر اثر سرطان در لس آنجلس درگذشت. او در گورستان سانتا باربارا سوزانده شد.